# Џеси Ендруз
Џеси Ендруз (енгл. Jessie Andrews; Мајами, 22. март 1992) америчка је порнографска глумица и модел.

## Каријера
Пре него што је започела каријеру у порно-индустрији, Џеси је радила као продавачица у продавници одеће компаније American Apparel у Мајамију. Џеси Ендруз је дебитовала као порно глумица 2010. када је имала 18 година. Њен агент се зове Марк Шпиглер. Освојила је АВН награду за најбољу глумицу у филму Portrait of a Call Girl који је снимљен 2012. године.
Године 2014. у филму под називом Баштован, први пут снима сцену аналног секса. Часопис Пентхаус је сврстао међу 12 порно глумица у категорији Dirty dozen.
Поред рада у индустрији за одрасле, бави се дизајном накита и наступа као ди-џеј. Њен деда је пореклом Летонац, а бака је кинеског порекла.

## Награде
| Година | Награда      | Категорија           | Филм                    |
| ------ | ------------ | -------------------- | ----------------------- |
| 2012   | Награда AVN  | Најбоља глумица      | Portrait of a Call Girl |
| 2012   | Награда XBIZ | Глумица године       | Portrait of a Call Girl |
| 2012   | Награда XBIZ | Најбоља нова глумица | Н/Д                     |
| 2012   | Награда XRCO | Најбоља глумица      | Portrait of a Call Girl |
| 2012   | Награда XRCO | Нова глумица         | Н/Д                     |

Номинације
- 2013 AVN Nominations[15]
- 2013 XBIZ Nominations[16]
- 2013 XRCO Nominations[17]
- 2014 AVN Nominations[18]
- 2014 XBIZ Nominations[19]

## Дискографија
- Count on You[20]
- I Never Knew[21]
- You Won't Forget Tonight[22]